# Fruktozo-6-fosforan
Fruktozo-6-fosforan – organiczny związek chemiczny, pochodna fruktozy, w której grupa hydroksylowa przy atomie węgla nr 6 została zestryfikowana kwasem fosforowym. Forma zawierająca resztę cukrową w konfiguracji β-D jest bardzo rozpowszechniona w komórkach.

## Historia
W 1918 Carl Neuberg odkrył, że związek ten (nazwany później jako fruktozo-6-fosforan) może być otrzymywany na drodze łagodnej hydrolizy kwasowej estru Hardena-Younga (fruktozo-2,6-bisfosforanu).

## Fruktozo-6-fosforan w glikolizie
Cukier ten jest intermediatem w procesie glikolizy. Powstaje na drodze izomeryzacji z glukozo-6-fosforanu. Reakcję tę katalizuje enzym – izomeraza glukozo-6-fosforanowa. Dalej fruktozo-6-fosforan jest przekształcany na drodze fosforylacji do fruktozo-1,6-bisfosforanu – reakcję przeprowadza fosfofruktokinaza I, lub też do fruktozo-2,6-bisfosforanu – reakcję katalizuje fosfofruktokinaza II.

## Fruktozo-6-fosforan w szlaku pentozofosforanowym
Fruktozo-6-fosforan jest również metabolitem szlaku pentozofosforanowego powstającym obok erytrozo-4-fosforanu z aldehydu 3-fosfoglicerynowego pod działaniem enzymu – transaldolazy.
Fruktozo-6-fosforan powstaje również z erytrozo-4-fosforanu pod wpływem transketolazy w tej samej fazie nieoksydacyjnej szlaku pentozofosforanowego.